# Inuyasha (videojuego)
Inuyasha es un videojuego de rol para PlayStation, desarrollado y publicado por Bandai, que se lanzó en Japón en 2001. El juego está basado en los eventos del manga y anime Inuyasha. En este juego, avanzas a través de varias misiones e historias que tienen lugar a lo largo de la serie.

## Premisa
Jugando como los personajes de la serie, comienzas desde el momento en que Kagome cae por el pozo y conoce a su compañero mitad demonio, y la historia de Inuyasha se desarrolla a partir de allí. Inuyasha y Kagome construyen su relación entre sí, y en el camino conocen las caras familiares de Shippo, Miroku, Sango, Kirara, y la resucitada Kikyo, y se enfrentan a enemigos como Sesshoumaru y Naraku.
Algunas escenas no son de la serie de anime.